# Руссо, Алеку
Алеку Руссо (рум. Alecu Russo; настоящее имя и фамилия Александру Руссу рум.  Alexandru Russu; 17 марта 1819, под Кишинёвом — 5 февраля 1859, Яссы) — молдавский поэт, писатель, литературный критик и публицист.
Руссо учился в Швейцарии и Вене. Вернувшись в Румынию, примкнул к демократическому движению. Участвовал в революционных событиях 1848 в Молдове и Трансильвании. Основное произведение — лирико-публицистическая поэма «Песнь Румынии» (1850), посвящённая тяжёлой доле народа и его свободолюбивым устремлениям. Автор ряда реалистических очерков и эссе по вопросам развития литературы, театра, фольклора. Очерки «Скала липы», «Совежа» и др. содержат острую критику феодализма. Статьи Руссо «Народная поэзия» (1846), «Молдавский этюд» (1851), «Размышления» (1855) утверждали мысль об общественном предназначении литературы. Большинство его работ были написаны на французском языке и позднее переведены на румынский язык Александри и Одобеску.
Алеку Руссо был одним из инициаторов собирания национального фольклора. Записал пасторальную балладу «Миорица» в 1846 году в монастыре Собежа, где он находился в ссылке. Он отправил балладу Василе Александри, который опубликовал её в 1850 году в журнале «Буковина» (№ 11, стр. 51—52).
На Аллее Классиков в Кишинёве установлен бюст Алеку Руссо (1957 г., скульптор В. Ларченко). Также в Кишинёве его именем называется улица и лицей (бывшая школа № 53), другой лицей в Оргееве, а в Бельцах — университет, а также одна из улиц города. 